# Maymena roca
Maymena roca là một loài nhện trong họ Mysmenidae.
Loài này thuộc chi Maymena. Maymena roca được L. Baert miêu tả năm 1990.